# Oucz Tape-je Kord
Oucz Tape-je Kord – wieś w Iranie, w ostanie Azerbejdżan Zachodni, w szahrestanie Mijandoab. W 2006 roku liczyła 1338 mieszkańców.